# Smederevo
Smederevo (srbsko Смедерево, Smederevo, hebrejsko Sfenterom, nemško Semendria, romunsko Semendria, madžarsko Szendrő, turško Semendire) je mesto v Srbiji, ki je središče istoimenske občine; slednja pa je del Podonavskega upravnega okraja.

## Zgodovina
Smederevo je zraslo ob Donavi na mestu nekdanjega rimskega naselja. V starih listinah se omenja že v 9. stoletju. Leta 1427, ko je Beograd prišel pod Madžarsko oblast, je bila tu  prestolnica srbske države. Despot Đurađ Branković (oče celjske grofice in kneginje Katarine Branković) je od leta 1428 do 1430 na manjšem trikotnem delu obale tik ob izlivu Jezave v Donavo po zgledu bizantinskih fortifikacij zgradil največjo srbsko trdnjavo. Trdnjavi so kasneje dozidali še večji grajski del. Ves kompleks je bil opasan s številnimi obrambnimi stolpi povezanimi z obrambnim zidom. Danes je v ruševinah, prav tako kot Mali grad v katerem je bil despotov dvor. Poleg trdnjave, ki se je dlje kakor vse druge utrdbe na Balkanu upirala Turkom stoji na mestnem pokopališču zanimiva cerkvica zgrajena v 15. stoletju s freskami predvsem iz 17. in 18. stoletja, ki s svojim videzom spominja na samostan Ravanico, katerega je leta 1380 pri Ćupriji zgradil knez Lazar. S turškim zavzetjem Smedereva 1459 je srbska srednjeveška država prenehala obstajati.

## Demografija
| let             | 1948   | 1953   | 1961   | 1971   | 1981    | 1991    | 2002    | 2006     |
| Št. prebivalcev | 59.545 | 66.132 | 77.682 | 90.650 | 107.366 | 110.768 | 109.809 | 117.134* |